# Ökörmező
Ökörmező (ukránul: Міжгір'я [Mizshirja], oroszul: Межгорье [Mezsgorje], 1953-ig Volove Polje (Волове Поле), románul: Boureni, szlovákul és csehül: Volové, Mežhorje) szeliscse Ukrajnában, Kárpátalján, a Huszti járásban.

## Nevének eredete
Mai ukrán neve hegyközt jelent, korábban a magyar név tükörfordítása (Volove Polje = ökörmező) volt a hivatalos neve.

## Fekvése
Huszttól 65 km-re északra, a Nagy-ág folyó és a Volovec-patak összefolyásánál fekszik.

## Története
Ökörmező kenézi telepítésű helység, melyet a Lipcsei földesurak: a Bilkei, Lipcsei, Bilkei Gorzó és Urmezei családok telepítettek a 15. században. Nevét 1415-ben Ukurmezew néven említette először oklevél. 1910-ben 3649 lakosából 2678 ruszin, 695 német és 266 magyar volt. A trianoni békeszerződésig Máramaros vármegye Ökörmezői járásához tartozott. 
2020-ig az Ökörmezői járás székhelye volt; Fenyves és Gombástelep tartozott hozzá.

## Népesség
A 2001-es ukrán népszámlálás szerint a városnak 9421 lakosa van, melyből csupán 6 személy vallotta magát magyarnak.

| 2019 | 9 567 |

## Nevezetességek
- Görögkatolikus temploma a 19. században épült.